# Ministarstvo vanjskih poslova Bosne i Hercegovine
Ministarstvo vanjskih poslova Bosne i Hercegovine (srp. Министарство спољних послова Босне и Херцеговине) je ministarstvo u Vijeću ministara BiH s nadležnostima u oblasti vanjske politike BiH, uz Predsjedništvo BiH, koje je njezin kreator. Trenutni ministar vanjskih poslova je Elmedin Konaković. Ministarstvo djeluje od 3. siječnja 1997., a prvi ministar vanjskih poslova bio je Jadranko Prlić.

## Nadležnosti
Prema Zakonu o ministarstvima i drugim tijelima uprave, Ministarstvo vanjskih poslova BiH nadležno je za:
- provedbu utvrđene politike BiH i radi na razvoju međunarodnih odnosa sukladno stajalištima i smjernicama Predsjedništva BiH;
- predlaganje za utvrđivanja stajališta o pitanjima od interesa za vanjskopolitičke aktivnosti i međunarodni položaj BiH;
- zastupanje BiH u diplomatskim odnosima prema drugim državama, međunarodnim organizacijama i na međunarodnim konferencijama te za neposrednu komunikaciju s diplomatskim predstavništvima i predstavništvima drugih država međunarodnih organizacija u BiH i obavlja stručne poslove u vezi s tim;
- praćenje stanja i razvoj međunarodnih odnosa BiH s drugim državama, međunarodnim organizacijama i drugim subjektima međunarodnoga prava i međunarodnih odnosa i o tome izvješćuje Parlamentarnu skupštinu BiH, Predsjedništvo BiH i Vijeće ministara BiH;
- predlaganje Predsjedništvu BiH glede uspostave ili prekida diplomatskih ili konzularnih odnosa s drugim državama;
- suradnju s međunarodnim organizacijama, predlaganje Predsjedništvu BiH za učlanjenje, odnosno sudjelovanje BiH u radu međunarodnih organizacija;
- organiziranje, usmjeravanje i usklađivanje rada diplomatsko-konzularnih predstavništava BiH u inozemstvu;
- pripremanje i organiziranje međunarodnih posjeta i susreta;
- pripremanje bilateralnih i multilateralnih sporazuma;
- obavljanje poslova u vezi s boravkom i zaštitom prava i interesa državljana BiH na stalnom i privremenom boravku u inozemstvu i domaćih pravnih osoba u inozemstvu;
- praćenje - u suradnji s nadležnim ministarstvima i institucijama - međunarodnih ekonomskih kretanja i odnosa i izvješćuje nadležna tijela o tome, kao i o ekonomskim odnosima BiH s pojedinim zemljama i regijama;
- poticanje, razvijanje i usklađivanje suradnje s iseljeništvom iz BiH;
- pripremu dokumentacije, raščlambu, informacije i druge materijale za potrebe Predsjedništva BiH, Vijeća ministara BiH i drugih tijela nadležnih za provedbu vanjske politike.

## Ministri
| ministar | ministar          | od                 | do                 | stranka | zamjenik     | zamjenik          | od                 | do                 | stranka | zamjenik           | zamjenik          | od                 | do                | stranka |
| -------- | ----------------- | ------------------ | ------------------ | ------- | ------------ | ----------------- | ------------------ | ------------------ | ------- | ------------------ | ----------------- | ------------------ | ----------------- | ------- |
|          | Jadranko Prlić    | 3. siječnja 1997.  | 22. veljače 2001.  | HDZ BiH |              | Dragan Božanić    | 3. siječnja 1997.  | 11. siječnja 2007. | SDS     |                    | Husein Živalj     | 3. siječnja 1997.  | 22. veljače 2001. | SDA     |
|          | Jadranko Prlić    | 3. siječnja 1997.  | 22. veljače 2001.  | HDZ BiH | Mladen Bosić | 6. lipnja 2000.   | 22. veljače 2001.  | SDS                |         |                    | Husein Živalj     | 3. siječnja 1997.  | 22. veljače 2001. | SDA     |
|          | Zlatko Lagumdžija | 22. veljače 2001.  | 23. prosinca 2002. | SDP BiH |              |                   |                    |                    |         |                    |                   |                    |                   |         |
|          | Zlatko Lagumdžija | 22. veljače 2001.  | 23. prosinca 2002. | SDP BiH | Ivica Mišić  | 22. veljače 2001. | 23. prosinca 2002. | HSS                |         | Milovan Blagojević | 22. veljače 2001. | 23. prosinca 2002. | PDP               |         |
|          | Mladen Ivanić     | 23. prosinca 2002. | 11. siječnja 2007. | PDP     |              | Lidija Topić      | 23. prosinca 2002. | 14. lipnja 2005.   | HDZ BiH |                    |                   |                    |                   |         |
|          | Mladen Ivanić     | 23. prosinca 2002. | 11. siječnja 2007. | PDP     | Anton Rill   | 25. srpnja 2005.  | 11. siječnja 2007. | HDZ BiH            |         |                    |                   |                    |                   |         |
|          | Sven Alkalaj      | 11. siječnja 2007. | 12. siječnja 2012. | SBiH    |              | Ana Trišić-Babić  | 11. siječnja 2007. | 31. siječnja 2015. | SNSD    |                    |                   |                    |                   |         |
|          | Zlatko Lagumdžija | 12. siječnja 2012. | 31. ožujka 2015.   | SDP BiH |              | Ana Trišić-Babić  | 11. siječnja 2007. | 31. siječnja 2015. | SNSD    |                    |                   |                    |                   |         |
|          | Igor Crnadak      | 31. ožujka 2015.   | 23. prosinca 2019. | PDP     |              | Josip Brkić       | 31. ožujka 2015.   | trenutno           | HDZ BiH |                    |                   |                    |                   |         |
|          | Bisera Turković   | 23. prosinca 2019. | 25. siječnja 2023. | SDA     |              | Josip Brkić       | 31. ožujka 2015.   | trenutno           | HDZ BiH |                    |                   |                    |                   |         |
|          | Elmedin Konaković | 25. siječnja 2023. | trenutno           | NiP     |              | Josip Brkić       | 31. ožujka 2015.   | trenutno           | HDZ BiH |                    |                   |                    |                   |         |